# Чамберсбург (Пенсільванія)
Чамберсбург (англ. Chambersburg) — місто (англ. borough) в США, в окрузі Франклін штату Пенсільванія. Населення — 21 903 особи (2020).

## Географія
Чамберсбург розташований за координатами 39°55′53″ пн. ш. 77°39′20″ зх. д. / 39.93139° пн. ш. 77.65556° зх. д. (39.931433, -77.655642). За даними Бюро перепису населення США в 2010 році місто мало площу 17,94 км², уся площа — суходіл.

## Демографія
Згідно з переписом 2010 року, у селищі мешкало 20 268 осіб у 8335 домогосподарствах у складі 4799 родин. Густота населення становила 1130 осіб/км². Було 9086 помешкань (507/км²).
Расовий склад населення:
| - 77,0 % — білих - 9,2 % — чорних або афроамериканців - 1,4 % — азіатів - 0,3 % — корінних американців - 0,1 % — вихідців з тихоокеанських островів - 8,1 % — осіб інших рас |

До двох чи більше рас належало 3,9 %. Частка іспаномовних становила 15,7 % від усіх жителів.
За віковим діапазоном населення розподілялося таким чином: 23,3 % — особи молодші 18 років, 58,7 % — особи у віці 18—64 років, 18,0 % — особи у віці 65 років та старші. Медіана віку мешканця становила 37,1 року. На 100 осіб жіночої статі у селищі припадало 87,3 чоловіків; на 100 жінок у віці від 18 років та старших — 83,4 чоловіків також старших 18 років.
Середній дохід на одне домашнє господарство становив 51 243 долари США (медіана — 41 751), а середній дохід на одну сім'ю — 59 170 доларів (медіана — 49 522). Медіана доходів становила 38 853 долари для чоловіків та 30 958 доларів для жінок. За межею бідності перебувало 22,3 % осіб, у тому числі 33,9 % дітей у віці до 18 років та 13,9 % осіб у віці 65 років та старших.
Цивільне працевлаштоване населення становило 8651 особа. Основні галузі зайнятості: освіта, охорона здоров'я та соціальна допомога — 26,9 %, роздрібна торгівля — 13,6 %, мистецтво, розваги та відпочинок — 12,4 %, виробництво — 11,5 %.